# Milwaukee Mile

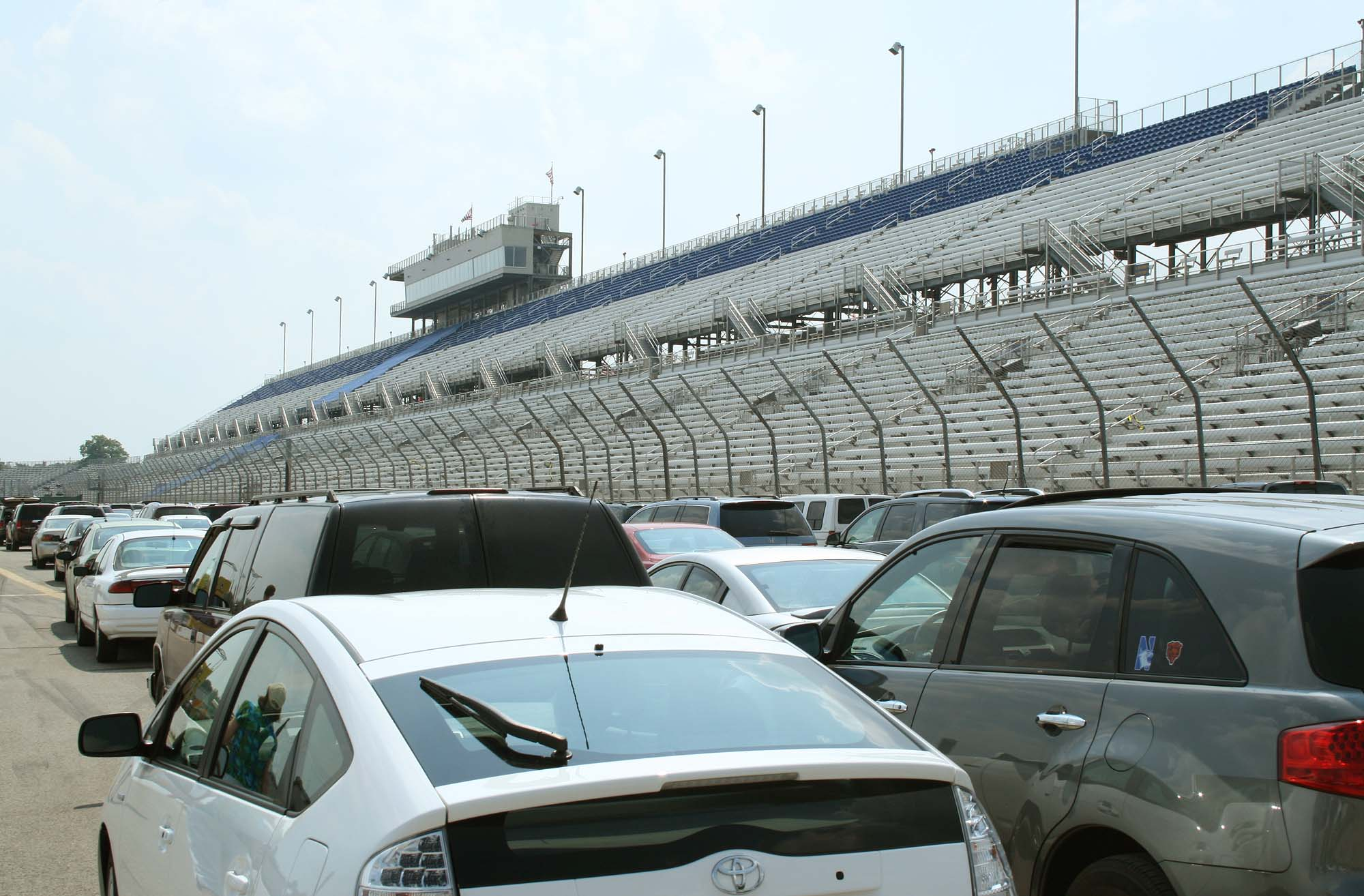
Bilden togs racerbanan användes som parkeringsplats när Wisconsin State Fair pågick (2009).

Milwaukee Mile är en 1,032 miles (1,619 km) lång, oval, racerbana belägen utanför Milwaukee i Wisconsin i USA.

## Karaktär/historia
Från början var banan en dirttrack, där många formelbilstävlingar kördes. Bakgrunden kan dateras så långt tillbaka som 1903. 1954 belades banan med asfalt, och har varit oförändrad sedan dess. De två kurvorna har banking på ungefär 10 °, vilket gör dem till extremt marginella för IndyCar-bilar att köra fullt runt hela banan under en racestint. Traditionellt hålls banans största tävling veckan efter Indianapolis 500, vilket har alltid varit vikt för Champ Car eller IndyCar. Under några år i mitten av 2000-talets första decennium kördes både Champ Car och IndyCar på banan samma år, innan Champ Car blev av med sin tävling inför 2007. Milwaukee Mile arrangerar även NASCAR Nationwide Series.